# Barragem de Gostei
A Barragem de Gostei, também referida como Barragem de Castanheira, tendo sido construída sobre o leito da ribeira de Gostei, localiza-se na freguesia de Gostei, no Município de Bragança, Distrito de Bragança, em Portugal. A barragem foi projectada em 1986 e entrou em funcionamento em 1993.

## Barragem
É uma barragem de aterro (terra homogénea). Possui uma altura de 35 m acima da fundação (33 m acima do terreno natural) e um comprimento de coroamento de 238 m (largura 8 m). O volume da barragem é de 188.000 m³. Possui uma capacidade de descarga máxima de 3,5 (descarga de fundo) + 35 (descarregador de cheias) m³/s.

## Albufeira
A albufeira da barragem apresenta uma superfície inundável ao NPA (Nível Pleno de Armazenamento) de 0,149 km² e tem uma capacidade total de 1,384 Mio. m³; a capacidade útil é de 1,374 Mio. m³. As cotas de água na albufeira são: NPA de 758 metros, NMC (Nível Máximo de Cheia) de 758,65 metros e NME (Nível Mínimo de Exploração) de 736 metros.